# Le Gué-de-Longroi
Le Gué-de-Longroi is een gemeente in het Franse departement Eure-et-Loir (regio Centre-Val de Loire). De gemeente behoort tot het kanton Auneau van het arrondissement Chartres. Le Gué-de-Longroi telde op 1 januari 2022 889 inwoners.

## Geografie
De oppervlakte van Le Gué-de-Longroi bedroeg op 1 januari 2022 6,9 vierkante kilometer; de bevolkingsdichtheid was toen 128,8 inwoners per km².

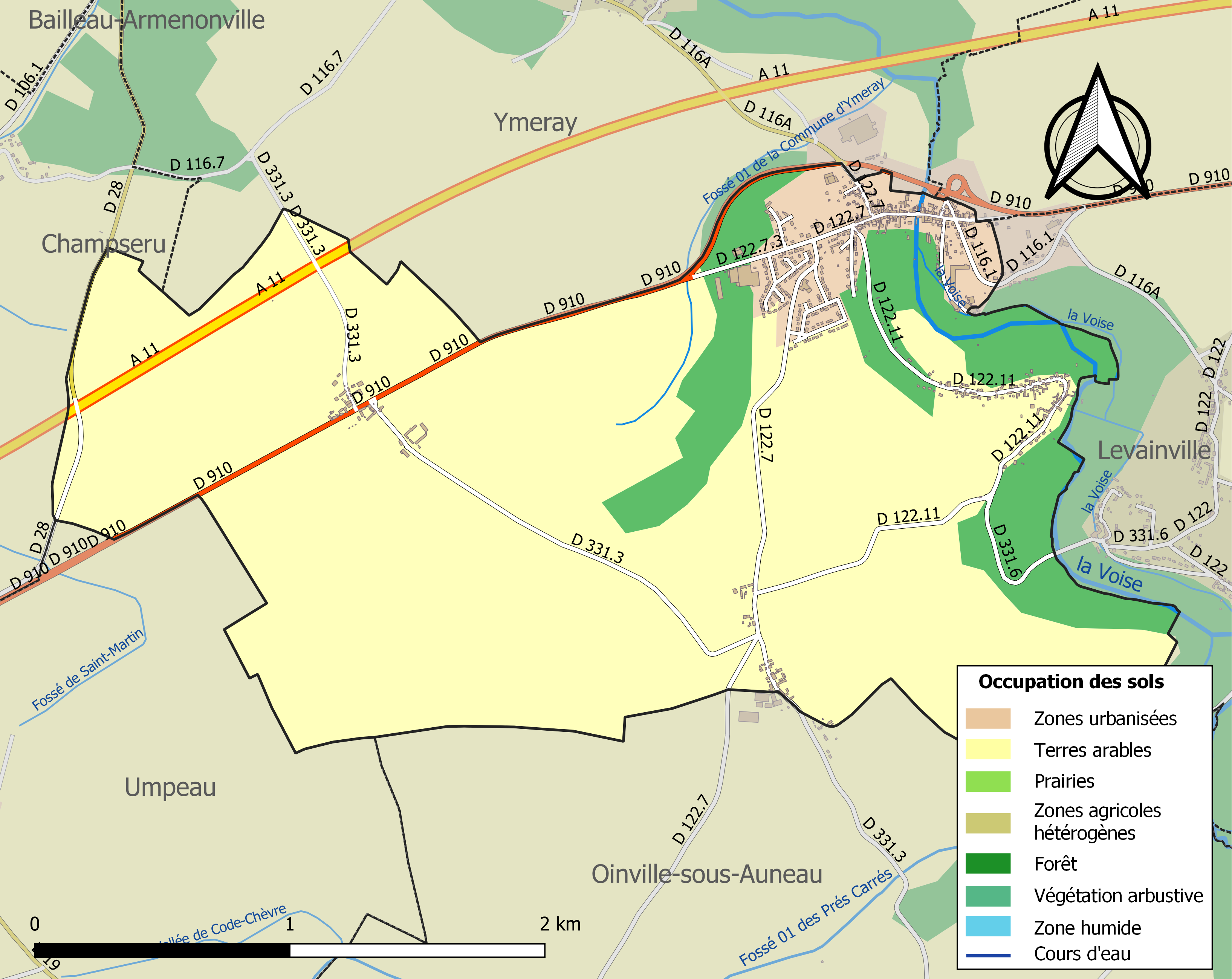
Kaart van de gemeente met belangrijkste infrastructuur, bodemgebruik en omliggende gemeenten

## Demografie
Onderstaande figuur toont het verloop van het inwonertal (bron: INSEE-tellingen).